# Jeronima Merlini

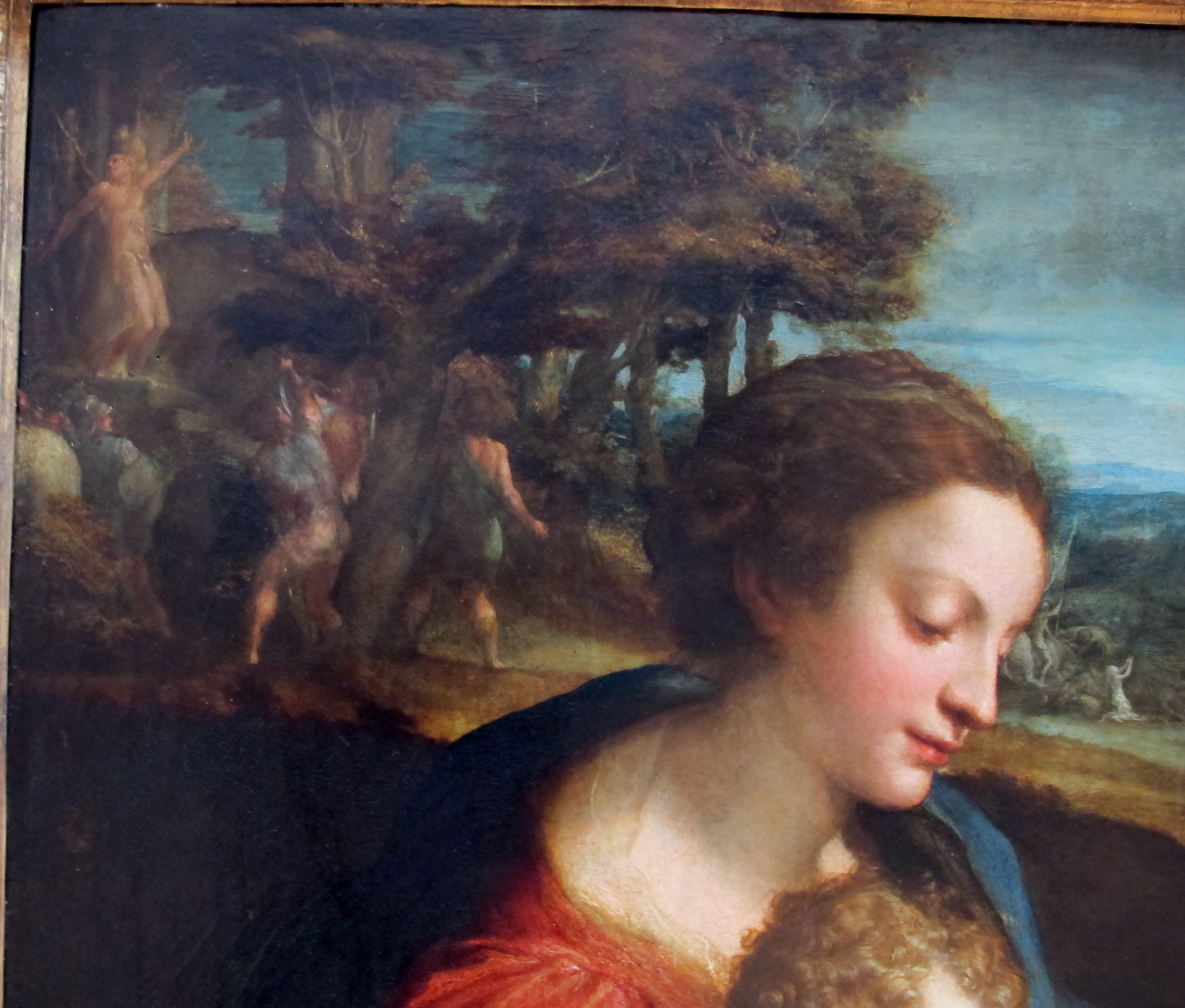
Correggio, Matrimonio mistico di santa Caterina d'Alessandria alla presenza di san Sebastiano, part., 1527 ca.

Jeronima (Girolama) Merlini (1503 – 1529) fu moglie del pittore Correggio, sposata nel 1519.

## Biografia
Era figlia di Bartolomeo (?-1503), uomo d'armi al servizio di Francesco II Gonzaga.
Nel dipinto di Correggio Matrimonio mistico di santa Caterina d'Alessandria alla presenza di san Sebastiano, conservato nel Museo del Louvre, nel volto della Madonna si ravviserebbe l'ultimo ritratto in vita di Jeronima.
Anche nel dipinto Sant'Agata, opera del marito e scoperto nel 2004, si ravviserebbe il volto di Jeronima.

## Discendenza
Ebbero quattro figli:
- Pomponio (1522-1593), pittore
- Francesca Letizia
- Caterina Lucrezia
- Anna Geria